# Branko Lazarević
Branko Lazarević  (serbisch-kyrillisch Бранко Лазаревић, * 14. Mai 1984 in Gračanica) ist ein ehemaliger serbischer Fußballspieler.

## Karriere
Lazarević wurde 2002 als 18-Jähriger in die erste Mannschaft des serbischen Erstligisten FK Vojvodina Novi Sad aufgenommen. Nachdem er bereits während seiner ersten Spielzeit für die Mannschaft regelmäßig eingesetzt worden war, avancierte er in der zweiten Saison zum Stammspieler. Dies verhalf ihm zu einem Platz in der serbischen U-21-Auswahl sowie zu einer Teilnahme an den olympischen Spielen 2004, bei denen er zwei Spiele bestritt und mit Serbien und Montenegro den 16. und damit letzten Platz belegte. Vereinsintern verlor er ein Jahr darauf seinen Stammplatz und wechselte zur Winterpause 2005/06 zum Zweitligisten FK ČSK Pivara. Dort war er anderthalb Jahre lang einer der Leistungsträger, was ihm im Sommer 2007 eine Rückkehr in die höchste Spielklasse ermöglichte, als er beim OFK Belgrad unterschrieb. Auch in der serbischen Hauptstadt kam er auf regelmäßige Einsätze, auch wenn er nicht unumstrittener Stammspieler war. 
Als Lazarevićs Vertrag in Belgrad im Sommer 2010 auslief, zeigten mehrere europäische Klubs Interesse an ihm. Er entschied sich für einen Wechsel zum französischen Erstligisten SM Caen. Für diesen debütierte er in der Liga, als er beim 1:1 gegen die AJ Auxerre am 5. Spieltag über die vollen 90 Minuten zum Einsatz kam und absolvierte bis zum Saisonende vier weitere Spiele. Fortan zog er sich mehrere langanhaltende Verletzungen zu und stand für die erste Mannschaft kein einziges Mal auf dem Platz, als Caen in der Spielzeit 2011/12 den Abstieg in die zweite Liga hinnehmen musste. Auch in der darauffolgenden Saison verbuchte er keinen Einsatz bei den Profis, sodass sein Vertrag im Sommer 2013 nicht verlängert wurde. Der damals 29-Jährige entschied sich angesichts dessen für eine Beendigung seiner Laufbahn.